# Tiago Fernandes
Tiago Fernandes (* 29. Januar 1993 in Maceió) ist ein ehemaliger brasilianischer Tennisspieler. Fernandes war Nummer eins der Tennis-Junioren-Weltrangliste.

## Karriere
Im Alter von 16 Jahren gewann Tiago Fernandes als erster Brasilianer einen Junioren Grand-Slam-Titel. Er siegte 2010 bei den Australian Open und war die Nummer eins der Junioren-Weltrangliste. Im selben Jahr sammelte der 1,88 m große Südamerikaner Erfahrungen auf Futures-Ebene. Nach seinem ersten Challenger-Finale 2011 machte er einen großen Sprung im ATP-Ranking, fiel aber 2012 wieder zurück. Auf der ATP World Tour gab er 2010 dank einer Wildcard in Costa do Sauípe im Doppel sein Debüt. 2011 erhielt er nochmals eine Wildcard für die Doppelkonkurrenz von Nizza.
2014 gab Fernandes sein Karriereende bekannt, da er sich eher auf sein Studium konzentrieren möchte.